# Kozmoklor
A kozmoklor a szilikátásványok közé tartozó ásvány. 1897-ben Laspeyres nevű geológus fedezte fel. Gyakran vas, magnézium vagy titán szennyezést tartalmaz. Kőzetalkotó ásvány. Neve a görög koszmosz (világ) és khlórosz (zöld) szavak összetételéből származik.

## Kémiai összetétele
- Nátrium (Na) =10,1%
- Króm (Cr) =22,9%
- Szilícium (Si) =24,7%
- Oxigén (O) =42,3%

## Keletkezése
Ultrabázikus, kevés kovasavat (SiO2)tartalmú magmákból, magas hőmérsékleten válik ki. Metaszomatikus képződésben is előfordul.
Hasonló ásványok: a piroxéncsoport több tagja, olivin.

## Előfordulásai
Legjellegzetesebb előfordulása az Amerikai Egyesült Államok Arizona szövetségi államban a Diablo-canyon-ban felfedezett meteorit kráterben ( Barringer kráter) és környezetében van. Az 50 000 évvel ezelőtt  becsapódó, mintegy 30 tonna súlyú vasmeteorit egy 1200 m átmérőjű és 170 méter mély krátert hozott létre, ebben mutatták ki először a kosmoklort. Mexikó területén a Toluca meteorit becsapódási zónájában, mely 1776-ban alakult ki is megtalálható. Jelentősebb előfordulásai ismertek Olaszországban Torino közelében és Piedmont környékén. Burma területén találtak még nagyobb mennyiségben.
Kísérő ásványok: diopszid, kromit, hipersztén.
A dunántúli bazalt előfordulások közül Szentbékkálla közelében zárványokban fordul elő. Celldömölk mellett Sitke közelében ugyancsak ultrabázikus bazalt kiömlések zárványaiban találták.